# Bieszczady járás
A Bieszczady járás (lengyelül: powiat bieszczadzki) közigazgatási és önkormányzati egység Lengyelország legdélkeletibb részén, a lengyel–ukrán határszakasz mentén, a Kárpátaljai vajdaságban. Nevét a Besszádokról (Bieszczady) kapta. 1999. január 1-jén hozták létre az 1998-as lengyel önkormányzati reform eredményeként. 2002-ben a járás nyugati része különvált tőle Leskói járás néven. Bieszczady járásban az egyetlen város és egyben a járási központ Ustrzyki Dolne, amely mintegy 80 kilométernyire délkeletre fekszik a vajdaság központjától, Rzeszówtól.
A járás területe 1138,17 km². Népessége 2006-ban 22 213 fő volt, amelyből a járási központban 9478-an éltek, míg a környező településeken 12 735-en. A járás átlagos népsűrűsége 20 fő/négyzetkilométer, amely Lengyelország egyik legritkábban lakott járásává teszi. 
A járásban található a Besszádoki Nemzeti Park nagyobbik része (Bieszczadzki Park Narodowy), és az UNESCO által kijelölt Keleti-Kárpátok Bioszféra Rezervátum lengyelországi része.

## Szomszédos járások
A Bieszczady járást nyugatról a Leskói járás, északról a Przemyśli járás határolja. Ukrajna keletről és délről határos a járással.

## Közigazgatási beosztás
A járás községekre (gmina) tagolódik közigazgatásilag, melyek közül egy városi és kettő vidéki jellegű. Az alábbi táblázatban a községek népességük alapján vannak felsorolva.
| Község                | Típus         | Terület (km²) | Népesség (2006) | Székhely                  |
| Ustrzyki Dolne község | városi-falusi | 477,7         | 17 623          | Ustrzyki Dolne            |
| Czarna község         | falusi        | 184,6         | 2393            | Czarna (Bieszczadi járás) |
| Lutowiska község      | falusi        | 475,9         | 2197            | Lutowiska                 |

## Fordítás
- Ez a szócikk részben vagy egészben  a   Bieszczady County című angol Wikipédia-szócikk ezen változatának fordításán alapul.  Az eredeti cikk szerkesztőit annak laptörténete sorolja fel. Ez a jelzés csupán a megfogalmazás eredetét és a szerzői jogokat jelzi, nem szolgál a cikkben szereplő információk forrásmegjelöléseként.